# 国家魔導最終兵器少女アーク・ロウ
『国家魔導最終兵器少女アーク・ロウ』（こっかまどうさいしゅうへいきしょうじょアーク・ロウ、NATIONAL WIZARD ULTIMATE WEAPON GIRL ARKLOW）は、ツカサによる日本のライトノベル。イラストはゆーげんが担当している。富士見ファンタジア文庫（KADOKAWA）より2014年6月から刊行されている。

## 作品背景
今回の作品について著者のツカサは、自身にとって初めてとなる完全なファンタジー世界での話となると述べている。今までの作品はファンタジーの要素がありつつも、舞台は現代と地続きのものだったとしており、一から世界を作っていく行程はとても楽しかったと述べている。またタイトルについては様々な経緯があったものの、アーク・ロウの部分に関しては基本的に変わっていないとの趣旨で本作が出来あがるまでの経緯を語っている。なお、覚えづらい場合は「アーク・ロウ」と覚えていただければと述べている。

## あらすじ
かつてこの大陸に存在したとされる巨神たち。その巨神の神骸を用いることで開発された巨大魔導兵器「虚神」は、今までの戦争に大きな変化をもたらした。そんな虚神を開発・運用する世界最大の軍事国家エルファレスの第三皇帝・エルク・リード・エルファレスは、隣国フレアリアで自身の身分を隠しながら生活をしていた。エルクはエルファレスとフレアリアが長きにわたる戦争を止めるべく不可侵条約が締結された際、フレアリアに差し出された人質なのだった。そんな世界に殺意を抱くエルクだが自身にそれを叶える力はなく、ただ無意味な学園生活を送るのだった。
ある日、エルクはクラス内序列1位でフレアリアの数少ない戦略級魔導士でもあるミラ・ルビーレッドが、エルクの幼馴染でエルファレスにいるはずのイスカ・カリバーンに襲われている場面に遭遇する。ミラを護るべく助けに入ったエルクだが、イスカの圧倒的な一撃に窮地に追い込まれてしまう。更にイスカは、エルファレスでクーデターが起こり、エルクも殺害の対象であることを告げる。いよいよ殺されるその時、ミラが運んでいた荷台の中で1人の少女が目を覚ます。彼女はフレアリアが対虚神用に開発していた秘密兵器「虚人」だったのだ。故郷を失ったエルクは世界を殺すため、虚人の力を手にするのだった。

## 登場人物

### メインキャラクター
エルク・リード・エルファレス
本作の主人公。フレアリア魔導学園に通っている。16歳。
エルファレスの第三皇子であるが、4年前にエルファレスとフレアリアが不可侵条約を締結した際に人質としてフレアリアに差し出され、現在はフレアリアで暮らしている。学園では本当の身分を明かさず、エルファレス出身の留学生として生活している。エルクの身分を知っているのはフレアリアで後見人にあたるアッシュ・バトロスをはじめとする限られた者のみとなっている。成績は優秀でクラス内の序列は2位。世界を殺したいほど憎んでいるが自身にそのような力はなく、自分より力を持つ人間を羨ましがることもある。
ミラたちフレアリア軍の戦略級魔導士がイスカに襲われていた場面に遭遇した時に、起動したスピネルと命主としての契約を交わしてしまう。また同時期に故郷のエルファレスでは皇帝崩御の混乱に乗じてクーデターが起こり、エルクも殺害対象であることが判明する。そのためエルクはフレアリアに忠誠を誓い、スピネルの命主として、そして自身の故郷を取り戻すためフレアリアと共に戦うことになる。
ミラ・ルビーレッド
高貴な家柄であることを示す赤い髪と、紅玉のような美しい双眸が特徴的な人物。フレアリア魔導学園に通っている。ミラの家はフレアリアの建国時から続く名門で大貴族である。クラス内の序列は1位。
フレアリアでも数えるほどの人数しかいない戦略級魔術を使用することができる魔導士で、正式な軍階級を持っている。フレアリア魔導軍の任務に参加するため学校を休むことがある。
元々はミラがスピネルと契約を交わす予定だったのだが、エルクが誤って契約をしてしまったためエルクの監視と護衛を担当することになる。
ブルースピネル・アークロウ
フレアリアの秘密兵器。魔神の神骸を肉体に融合させたホムンクルスで、対虚神用兵器として開発された。スピネルと呼ばれている。外見の年齢は13〜4歳ほどで、その顔立ちは作り物のように美しい。
スピネルが動くためには命主の魔力が必要となり、長時間供給が途絶えると死んでしまう。そのため基本的には命主であるエルクとともに行動しなければならない。魔力波長は人によって異なり、スピネルはエルクの波長に適合するようフォーマットされている。最初期化はできないため、エルクが死んでしまうとスピネルも後を追うことなる。魔力の充填はエルクから離れていても供給されるが、直接肌を触れ合わせた方が効率よく魔力を充填することができる。
かつて全ての巨神を滅ぼしたアークロウの虚人であるスピネルは、アークロウが持つあらゆる巨神のデータや殺し方といった知識を、神骸細胞から引き出せる機能を持つよう設計されている。しかしスピネル自身はアークロウの記憶を持っていないため、虚神の名前や姿などの情報を絞り込んで検索しないと必要なデータを取り出すことができない。
イスカ・カリバーン
エルクの友人。エルファレスでは有名な剣の一族、カリバーン家の娘。エルクがエルファレスにいた頃は彼の剣の師匠で護衛役も務めていた。
エルクがフレアリアに渡った後もエルファレスの剣として仕えていたが、命令により死刑の執行役としてエルクの母親を手にかけている。その後、クーデターが起こったフレアリアを安定させるために邪魔となるエルクを殺害するためフレアリアへ潜入、エルクとは敵対関係となってしまう。しかし、エルクが母親を手にかけたことを恨まなかったこと、そしてイスカが幼いころに抱いていた争いのない世界をエルクがいまだに実現させようとしていたことを知り、エルクの剣として仕えることを誓う。

### その他登場人物
クレス・クレール
エルクのクラスメイト。クラス内序列は3位。国同士の力関係によって他国から来た人の立ち位置が変わる学園内で、今も昔も変わらずにエルクの友人をしている。童顔で体の線が細く、私服姿は女性と間違われることが多い。
クレスもまた他国からフレアリアに潜入する工作員のようだが、詳しいことは明らかにされていない。
フローラ・プリムローズ
エルクのクラスメイト。クラス内序列は4位。のほほんとした性格で、誰に対しても人当たりがいい。クラス委員長をしており、エルクが副委員長を押し付けられたことがきっかけでエルクと仲良くなった。
アッシュ・バトロス
フレアリア魔導学園の教師の1人。背は高く体つきはがっちりとしている。フレアリア内でのエルクの後見人でもある。いつも仏頂面のためアッシュを怖がる生徒も多い。
髪の色は濃い茶色のため貴族の出ではないが、学園の最高導師であり二十代で長老議員の1人となった優秀な人物である。しかしその一方でエルファレスの内通者でもあり、刺客をフレアリア国内に手引きするなど長老議員の立場を利用して活動していた。現在は行方をくらませている。
トーマス・グラナード
フレアリア魔導学園の教師の1人。余所者嫌いなことで知られており、特に成績優秀な留学生に対しては露骨な嫌がらせをすることが多い。
出身は商いの国として有名なヴェルソー。様々な伝手と独自の交易路を持っており、積み荷をチェックする貿易官にも顔が利く人物だが、それが原因でアッシュがフレアリアに虚神を密輸入する際に利用されてしまう。
マリア・ミストラル
長老議員の1人。アッシュより1年早く、史上最年少で長老議員となった人物。王族分家の生まれであり、女王とのパイプ役も務めている。このため長老議員内での発言力は非常に強く、マリアが長老議員の中心であるという人も少なくない。
ティファ、シルフィ
双子の少女。エルファレスが開発した虚神の命主。トーマスの家に使用人として潜りこんでいた。現在はフレアリア軍に拘束されている。

## 用語

### 国家・組織
フレアリア
本作の舞台となっている国。
その歴史は浅く、およそ200年前のまだ剣や弓矢が戦争の中核を担っていた時代に、人々の暮らしを豊かにしようと、1人の魔女が魔術を広めようとした。しかし既存のパワーバランスが崩れることをおそれた当時の権力者たちは魔術を使用する者たちを弾圧し、その迫害から逃れるために魔女は"禁断の地"と呼ばれる土地に新たな国を作ったのがフレアリアの興りとされている。その後フレアリアは凄まじい勢いで魔導技術を発展させ大きな軍事力を手に入れた。周辺諸国は当初、魔導技術を妬み嫌っていたがフレアリアに対抗するべく相次いで魔導技術に手をだし、剣や弓矢の時代は終わりを告げた。
フレアリアでは赤が最も美しい色であるとされており、赤煉瓦の建物や赤い屋根が目立つ。王宮の建物は白色であるが、それは王族こそが最も高貴な赤であり、白は赤を最も引き立たせることができるという理由からである。そのためミラのような貴族や王族の髪は炎のように赤い色をしている。
フレアリアの民は魔術を使えるものと使えない者によって区別される。魔導士の育成は長期間に及ぶ教育が必要となる。資質がないと優秀な魔導士にはなれないものの、必要な教育を受ければ誰でも魔術の施行は可能となる。しかし魔導士の育成には多額の費用がかかり、かつ学費が免除となる特待生の枠は競争が非常に激しいためほとんどの平民は零れ落ちる。そうして魔導士になれなかった平民は工場の労働者として働くことになるが、魔導士との格差が大きく不満を抱く人も多い。
フレアリアには昔から「夜の闇に踏み込むな。魔神にとって喰われるぞ。」という言い伝えがある。フレアリアでは夜間に行方不明となる人がそれなりにおり、それが魔神による仕業であると信じている人もいる。
フレアリアは東、西、南の三方を山に、北はフレアリアの国土よりも広い湖に囲まれている。南の山は東西の山と比べると低いものの、「奈落」と呼ばれる底の見えない大きな亀裂が走っており、人が通ることはできない。そのため北の湖が唯一の交易路となっている。街の北にある港には毎日荷物を積んだ沢山の船で賑わっている。
エルクが魔導学園に転入した当初、フレアリアは世界の覇権を握ろうとしていた魔導先進大国であったが、エルファレスが虚神の開発に成功したのを機に立場が変わり、フレアリアは魔術だけに頼る時代遅れの国であるといわれるようになった。
エルファレス
エルクの祖国。昔は他国の侵攻に怯える小国であったが、現在は世界最大の軍事国家としてその存在感を強めている。
皇帝崩御の混乱に乗じて第二皇子のレナード・ダスク・エルファレスがクーデターを起こし、第一皇子やエルクの母は殺害、皇女たちは幽閉されてしまった。
長老議員（エルダー）
フレアリアの王宮で政治を執り行う組織。実質的な国の運営者で、王族を除くと最高の権力を有している。
フレアリア魔導学園
フレアリアにある学校の1つ。貴族の子女も通う名門校。男子と女子の寮は別となっているが食事は一緒に食べるのが決まりとなっており、クラスごとに男女が向かい合い序列順に座る。高等部の食堂は寮生300人が一度に食事をとれるほど広い。
学園内の留学生はフレアリアと出身国との力関係が如実に反映され、それによって扱いが変わってくる。

### 武器・兵力
魔導技術
この世界における技術の一つ。魔術とも呼ばれる。フレアリアでは魔術を使えるのと使えないのとで将来が大きく左右される。
魔術を使用するには発動させるための魔法陣を描く必要がある。魔法陣を描くにはまず円陣を作り、その内側に精霊語で魔術の属性や効果、威力など様々な術式を記述し、発動方法もこの時に設定する。記述に不備があると魔術は暴発するか発動すらしなくなる。発動方法は一定の条件下で発動するような設定も可能だが、一般的には自分で発動のタイミングを調整できる音声発動式を用いる。
正確かつすばやく魔法陣を描くということはとても難しく、円陣が少しでも歪んでいると魔力は散逸してしまう。また魔術には難解な精霊語を暗記しそれを状況に応じて記述できる能力が求められる。そのため最初はひたすらに真円を描く練習を積み重ねたり、精霊語の暗記から始まる。学生の魔術戦はほとんどが先に魔術を描き終えた人の攻撃によって一瞬で終わることが多く、序列下位になるとどちらも魔術を完成させることができずグダグダとなることも多い。
魔術は攻撃魔術や防御魔術、結界魔術、更に一般には公開されていない軍用の諜報魔術など様々な種類がある。
虚神（ゴーレム）
エルファレスが開発した兵器の一つ。はるか昔にこの大陸を支配していた巨神たちの神骸を人間が動かせるようにした。巨大なうえに魔術が効かないため、魔導士を主力としているフレアリアにとっては脅威となっている兵器でもある。
虚神は魔導士に神骸の一部を埋め込み魔力回路を無理やり繋ぐことで、その者を息絶えた巨神の心臓に代わる命主（マスター）とする。そうして空っぽの亡骸は新たな心臓の意志に従って動くようになる。移植された神骸とうまく適合しなかったり、虚神を動かせるだけの魔力が無い場合、命主は死亡する可能性が高い。
虚人（ドーレム）
フレアリアが虚神に対抗するべく開発を進めている兵器。本質的には虚神と同じだが、命主に適合する素質が求められることなく虚人側が命主に合わせて魔力回路をフォーマットするのが大きな違いとなっている。
虚神と比べると小さな体だが性能は虚神に劣らず、命主は虚術を使用できるようになると言われている。虚人は戦闘時に神骸細胞を活性化させることで絶大な力を発揮するが魔力を大量に消費し、充填した魔力を使い切ってしまうと虚人は動くことができなくなってしまう。全力で戦えるのは半刻が限度であると推測されているが、途中で命主が魔力を補給すれば稼働時間は延びる。しかし命主の魔力枯渇は虚人の生死にかかわるため、命主は魔力の無駄遣いを極力避け、引き際も見極める能力が求められる。神骸細胞が活性化していない待機中の状態であっても人間より圧倒的に強く、魔力は一切効かないうえに身体能力も非常に高い。物理防御力は脆くなっているが、傷ついても即死のような攻撃でなければ魔力のある限り再生することができる。なお、神骸細胞の活性化率には一定の上限が設けられている。規定のコードを用いて解除をすれば、巨神に限りなく近い存在となり神域の力を使用することができる。ただしそれに伴う魔力の量も格段に増えるため、下手をすると命主の魔力は根こそぎ奪いつくされ虚人共々死に至ることがある。
フレアリアが完成にこぎつけた虚人は現時点でスピネルのみである。
戦略級魔導士
フレアリアで活躍する特殊な魔導士。虚神をもたないフレアリアが国を維持できているのは何人もの戦略級魔導士を有しているためである。活躍している魔導士の数は公表されていないが十人に満たない。魔導士が全て殺されてしまうとエルファレスをはじめとする周辺諸国は躊躇いなく国土を奪いにくるとされており、その存在は国家を護るうえで非常に大きい。魔導士が本領を発揮するのは遠距離広域戦闘だが、接近戦においても彼らの魔術は他を圧倒する。
魔導士になれる条件はただ一つ、国を滅ぼしうる大量破壊魔術を使用できるか否かで決まる。ミラは戦略級魔導士のなかで最弱であるが屋敷を壊すことは造作もない。
神代魔導具（アーティファクト）
魔導具の一つ。巨神たちが存在した時代に作られた遺物で、現在の魔導技術では再現することができない国宝級の代物。カリバーン家に代々受け継がれており、虚神が作られるまではこの聖剣がエルファレスの切り札となっていた。魔力を吸収、解放することができる。

### その他
魔神アークロウ
誕生した瞬間から殺戮を始めた死を司る魔神。かつてこの大陸に存在したとされる巨神たちを全て殺しつくし、最後は巨神ハイロゥと相打ちになって果てたとされている。アークロウとハイロゥは互いの身体を微塵に砕くまで戦い続け、魔神の地は大地に染み込みあらゆる生命が死に絶えたとされており、二柱の神が殺し合った場所を当時"小さき者"と呼ばれていた人間の先祖たちはその場所を"禁断の地"とした。これらの伝説を裏付ける証拠としてフレアリアではアークロウやハイロゥのものと思われる神骸がいくつも発見されている。しかしそれらは小さな破片ばかりでとても虚神に使えるものではない。"傷"は死へと通じる扉であり、アークロウが刻んだ傷は決して癒えることはなく、その者を死に至らしめたといわれている。
虚術（ホロウ）
巨神が有していた能力の一つ。虚人の命主となった人間には使うことができるとされている。巨神によって虚術の能力は異なる。巨神の伝説は今でも数多く残されており、そこには巨神が得意としたもの、苦手としたものが記述されているものもある。このため、敵に虚術の特性が知られてしまうと何の神骸を用いた虚人であるかが露見し弱点を見抜かれる可能性がある。そのため虚術を使用する際には細心の注意が求められる。
アークロウの虚術は他の人や巨神の傷、弱点となる黒い裂け目が見える。

## 既刊一覧
| タイトル | タイトル                           | 発売日         | ISBN              |
| -------- | ---------------------------------- | -------------- | ----------------- |
| 1        | 国家魔導最終兵器少女アーク・ロウ   | 2014年6月20日  | 978-4-04-070203-2 |
| 2        | 国家魔導最終兵器少女アーク・ロウ 2 | 2014年11月20日 | 978-4-04-070204-9 |